# Bunaea alcinoina
Bunaea alcinoina är en fjärilsart som beskrevs av Charles Oberthür 1910. Bunaea alcinoina ingår i släktet Bunaea och familjen påfågelsspinnare. Inga underarter finns listade i Catalogue of Life.